# Comitato di difesa degli operai
Il Comitato di difesa degli operai (in polacco  Komitet Obrony Robotników, KOR) è stato un movimento politico-sociale attivo in Polonia tra il 1976 ed il 1981.
Nato per sostenere i lavoratori, e le loro famiglie, arrestati durante gli scioperi del 1976, costituiva un riuscito esempio di collaborazione fra intellettuali anti-comunisti, o comunque critici verso il regime, e le masse operaie che soffrivano le grandi difficoltà economiche di quel periodo.
Con l'amnistia per gli scioperanti, nel 1977, prese il nome di  Comitato di autodifesa sociale (Komitet Samoobrony Społecznej) diffondendo anche pubblicazioni clandestine.
L'esperienza del KOR è stata all'origine della nascita di Solidarność, cui trasmise i caratteri non violenti dell'azione politica e sindacale.
| Controllo di autorità | VIAF (EN) 137719324 · ISNI (EN) 0000 0001 2171 9135 · LCCN (EN) n78015984 · J9U (EN, HE) 987007263811005171 |